# Закон Хипса

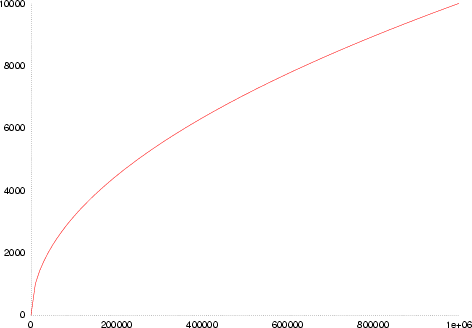
Типичный график, иллюстрирующий закон Хипса. По оси x — размер текста, по оси y — число уникальных слов в тексте. Сравните значения на двух осях

Зако́н Хи́пса — эмпирическая закономерность в лингвистике, описывающая распределение числа уникальных слов в документе (или наборе документов) как функцию от его длины. Описывается формулой
{\displaystyle V_{R}(n)=Kn^{\beta }},
где VR — число уникальных слов в тексте размера n. K и β — свободные параметры, определяются эмпирически. Для английского корпуса текстов K обычно лежит между 10 и 100, а β между 0,4 и 0,6.
Закон часто приписывается Гарольду Стэнли Хипсу, но впервые был открыт Густавом Герданом. С некоторым приближением закон Гердана — Хипса асимптотически эквивалентен закону Ципфа о частоте отдельных слов в тексте.